# آشیلید

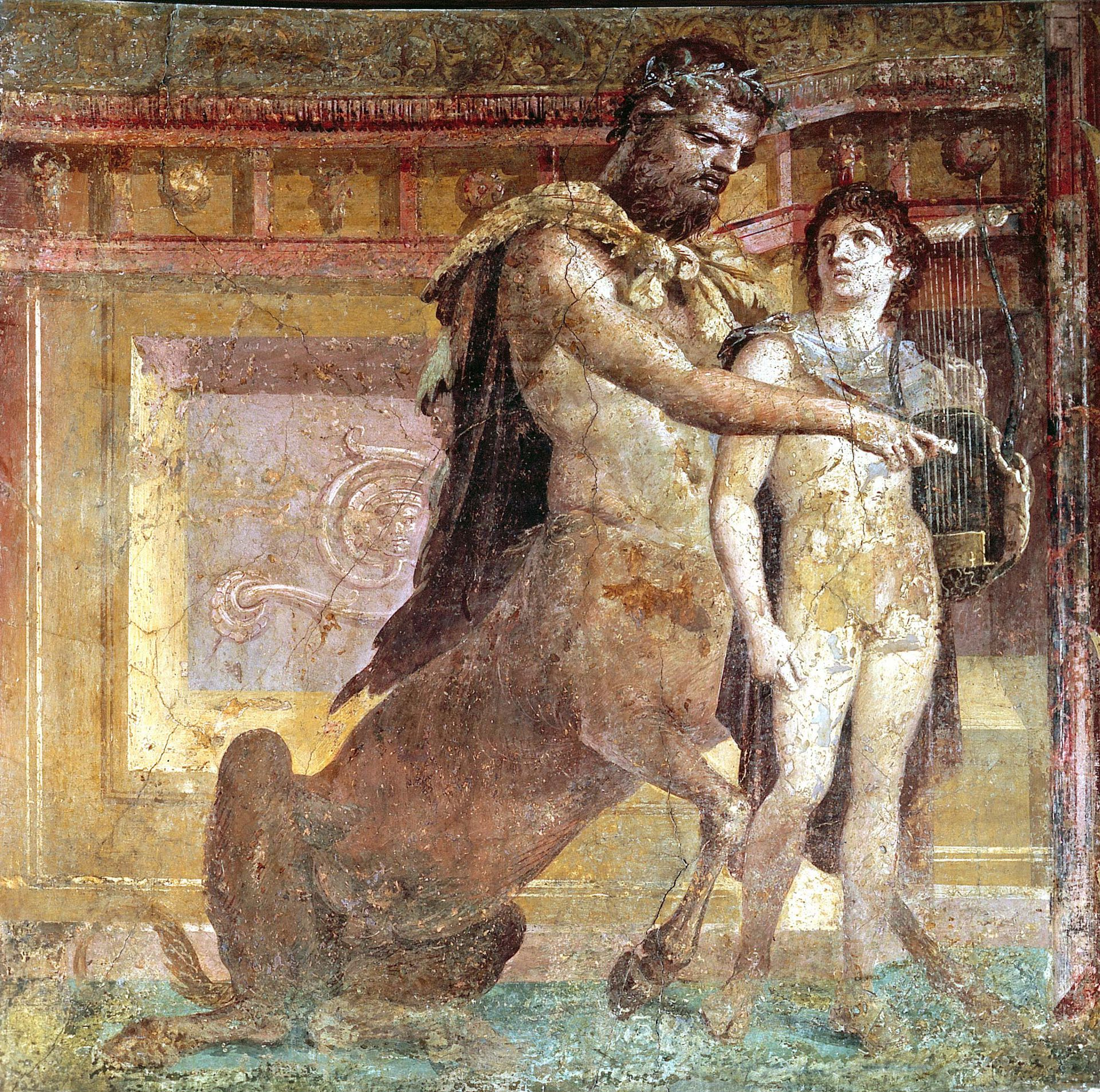
یک نقاشی فرسکوی قدیمی که در آن تصویر آشیل و چیرون دیده می‌شود.

آشیلید نام حماسه منظومی ناتمام از استاتیوس شاعر سده نخست میلادی رم در توصیف زندگی آشیل پهلوان یونان باستان که در جریان جنگ تروا به کشتن رفت. این منظومه به دلیل مرگ شاعر ناقص ماند و تنها یک کتاب و بخشی از کتاب دوم آن نگاشته شد. که همین هم از مهمترین آثار برای شناخت قهرمان افسانه‌ای یونان، آشیل بوده‌است.
در این افسانه، ماجرای رویین تن شدن آشیل به دست مادرش و بیرون ماندن پاشنه آشیل از این سپر دفاعی جادویی شناخته می‌شود. آشیل پس از گم شدن به دست اودیسه پیدا شده و اودیسه جریان دزدیده شدن هلن اسپارتی به دست پاریس تروایی را به او می‌گوید. کتاب نیمه تمام آشیلید در همینجا به پایان می‌رسد تا استاتیوس که بنا به گفته خودش قصد داشت وارون هومر، جریان آشیل و تروا را نه تا پایان مرگ هکتور که تا پایان مرگ آشیل پیش برد، ناکام بماند.